# Грифид, Элис
Элис Грифид (валл. Elis Gruffydd; ок. 1490 — ок. 1558) — гуманист и один из первых великих прозаиков, писавших на ранненововаллийском языке. Известен как «Солдат из Кале́».

## Биография
Элис был родом из Флинтшира в северо-восточном Уэльсе. С 1510 года он служил в английской армии, затем стал администратором в Лондоне. С 1530 года и до конца жизни работал в королевской службе в гарнизоне Кале — английского опорного пункта на французском побережье Па-де-Кале, который после 1520-х годов стал центром безуспешных операций Генриха VIII по завоеванию Франции и пал перед французами в 1558 году.
Ещё в Англии Элис читал труды Уильяма Тиндейла, лингвиста, библеиста и реформатора, создавшего один из первых английских переводов Библии. В Кале, где было сильно влияние французских и немецких протестантов, он перешёл в протестантизм, внимательно читал Библию и усердно посещал религиозные службы.

## Творчество
В последние годы жизни в Кале Элис Грифид вернулся к прежним литературным занятиям. Переведя с английского на валлийский ряд медицинских трактатов, около 1548—1552 гг. он написал на валлийском языке обширную «Хронику шести веков» (Cronicl y Wech Oesodd), ведя повествование, по средневековой традиции, от сотворения мира и завершая 1552 годом.
Хроника сохранилась в автографе. Первая часть находится в NLW MS 5276D Национальной библиотеки Уэльса, вторая, описывающая события со времён Нормандского завоевания, — в NLW MS 3054D. Этот длинный текст объёмом около 2500 фолио, большая часть которого до сих пор остается неотредактированной, опубликован лишь частично.
Карьера Элиса Грифида и его перемещения из Уэльса в Лондон и Францию обеспечили ему доступ к разнообразным произведениям, как рукописным, так печатным. В свою хронику он включает материал как из общих анонимных источников, которые называет «французскими хрониками», так и из источников валлийских (устных и письменных) и английских — английского Brut, валлийского Brut y Tywysogion, Polychronicon Ранульфа Хигдена, «Хроники» Роберта Фабиана, а также произведений Жана Фруассара, Гальфрида Монмутского и Гвидо де Колумна. В отношении своего времени он опирался на сообщения очевидцев о недавних и современных событиях, а также на свой собственный опыт, что вкупе с его стилем и мнениями, выраженными в прямых обращениях к читателю, делает «Хронику» очень личным произведением.
Из хроники Элиса известна самая ранняя версия прозаического сказания «История Талиесина» (Ystoria или Hanes Taliesin). В рассказе повествуется о том, как слуга волшебницы Керидвен черпает вдохновение из её котла, претерпевает превращения, возрождается в образе легендарного Талиесина и приводит своими знаниями и красноречием в замешательство придворных поэтов Майлгуна Гвинедского.
Элису Грифиду была присуща ностальгия пожилого изгнанника, глубокий интерес к литературным и народным традициям своей родины и эмоциональная привязанность к валлийскому языку, однако он стал протестантом и проникся восторгом нового учения. Напряжение между этими двумя аспектами в «Хронике» очевидно и ставит её на грань перехода от средневекового мировоззрения к новым интересам Ренессанса.